# St. Johnstone Football Club 2021-2022
Questa voce raccoglie le informazioni riguardanti il St. Johnstone Football Club nelle competizioni ufficiali della stagione 2021-2022.

## Stagione
- In Scottish Premiership il St. Johnstone si classifica all'11º posto (35 punti), dietro all'Aberdeen e davanti al Dundee. Vince i play-out contro l'Inverness (6-2 complessivo)
- In Scottish Cup viene eliminato al quarto turno contro i Kelty Hearts (0-1).
- In Scottish League Cup viene eliminato in semifinale contro il Celtic (0-1).
- In Europa League viene eliminato al terzo turno di qualificazione contro i turchi del Galatasaray (3-5 complessivo). Accedono agli spareggi di Conference League.
- In Conference League viene eliminato agli spareggi di qualificazione contro gli austriaci del LASK (1-3 complessivo).

## Maglie e sponsor
Il fornitore tecnico per la stagione 2021-2022 è Macron, mentre lo sponsor ufficiale è Binn Group.
| Casa | Trasferta |

## Rosa
| N. |                        | Ruolo | Calciatore             |
| -- | ---------------------- | ----- | ---------------------- |
| 1  | Scozia (bandiera)      | P     | Zander Clark           |
| 2  | Malta (bandiera)       | D     | James Brown            |
| 3  | Scozia (bandiera)      | D     | Tony Gallacher         |
| 4  | Scozia (bandiera)      | D     | Jamie McCart           |
| 5  | Irlanda (bandiera)     | D     | Dan Cleary             |
| 6  | Scozia (bandiera)      | D     | Liam Gordon (capitano) |
| 7  | Scozia (bandiera)      | A     | Stevie May             |
| 8  | Scozia (bandiera)      | C     | Murray Davidson        |
| 9  | Scozia (bandiera)      | A     | Chris Kane             |
| 10 | Canada (bandiera)      | C     | David Wotherspoon      |
| 11 | Scozia (bandiera)      | C     | Michael O'Halloran     |
| 12 | Inghilterra (bandiera) | P     | Elliot Parish          |
| 13 | Scozia (bandiera)      | C     | Craig Bryson           |
| 14 | Scozia (bandiera)      | A     | Glenn Middleton        |
| 15 | Scozia (bandiera)      | C     | Charlie Gilmour        |

| N. |                        | Ruolo | Calciatore           |
| -- | ---------------------- | ----- | -------------------- |
| 16 | Irlanda (bandiera)     | D     | John Mahon           |
| 17 | Canada (bandiera)      | A     | Theo Bair            |
| 18 | Scozia (bandiera)      | C     | Cammy MacPherson     |
| 19 | Scozia (bandiera)      | D     | Shaun Rooney         |
| 20 | Scozia (bandiera)      | P     | Ross Sinclair        |
| 21 | Scozia (bandiera)      | C     | Ali Crawford         |
| 22 | Scozia (bandiera)      | A     | Callum Hendry        |
| 23 | Turchia (bandiera)     | A     | Nadir Çiftçi         |
| 24 | Scozia (bandiera)      | D     | Callum Booth         |
| 26 | Scozia (bandiera)      | C     | Liam Craig           |
| 27 | Inghilterra (bandiera) | C     | Tom Sang             |
| 29 | Svezia (bandiera)      | C     | Melker Hallberg      |
| 33 | Inghilterra (bandiera) | A     | Jahmal Hector-Ingram |
| 34 | Inghilterra (bandiera) | C     | Jacob Butterfield    |